# Teen Titans (truyện tranh)
Teen Titans hay còn biết đến với tên gọi New Teen Titans hoặc Titans là một nhóm nhân vật siêu anh hùng trong các sách truyện comic của DC Comics.Giống như tên gọi của nhóm các thành viên đều ở độ tuổi Vị thành niên.
Sự xuất hiện đầu tiên của  Teen Titans là ở The Brave and the Bold #54 (1964).Các thành viên của nhóm gồm Robin(Dick Grayson),Kid Flash(Wally West),Aqualad(Garth).Sau đó nhóm lại có thêm thành viên mới là Wonder Girl(Donna Troy) em gái của Wonder Woman. Sau đó Aqualad rời nhóm và các thành viên khác gồm Speedy (Roy Harper) trợ thủ của Green Arrow, Lillith, Hawk, Dove, Guardian, Aquagirl, Gnarrk, và Bumblebee tham gia vào nhóm.
Một thời gian sau vào những năm 1980 dưới ngòi bút của nhà văn Marv Wolfman và họa sĩ George Pérez nhóm được gọi với tên là New Teen Titans với các thành viên cũ Robin, Kid Flash, Wonder Girl và sự tham gia của các nhân vật mới Starfire, Raven, Cyborg và thành viên của nhóm Doom Patrol Beast Boy. Nhóm siêu anh hùng này được đưa vào loạt phim hoạt hình Teen Titans(2003-2006) với đạo diễn là một người Mỹ gốc Nhật Bản Glen Mukarami